# عبد الله السالم الصباح
الشيخ عبد الله السالم المبارك الصباح (1895 - 24 نوفمبر 1965 )، أمير الكويت الحادي عشر. تولى الحكم بعد وفاة ابن عمه الشيخ أحمد الجابر الصباح، وتسلم مقاليد الحكم رسميًا بتاريخ 25 فبراير 1950، وحصلت الكويت على استقلالها بعهده، وتحتفل بيوم 25 فبراير كيوم للاستقلال تقديرًا له. هو الابن الأكبر لحاكم الكويت التاسع الشيخ سالم المبارك الصباح من زوجته الشيخة مريم جراح بن صباح الصباح.

## قبل توليه الإمارة
تلقى تعليمه في الكويت، وكان يحب العلم والأدب والتاريخ ومعرفة الأنساب، وكان قبل توليه الإمارة يرعى الأطفال والأيتام، كما كان له العديد من الأصدقاء الأدباء مثل يوسف بن عيسى القناعي، وقد اشتهر بولعه بالشعر فحفظ الكثير من الشعر العربي، خصوصًا شعر المتنبي لما فيه من الحماسة والحكمة، وكثيرًا ما كان يستشهد بشعره في العديد من المناسبات.
وقد كان له مساجلات شعرية مع يوسف بن عيسى. وقد كان إنسانًا فذًا، وقد رد على قصيدة له بمناسبة الاستقلال بقوله:
بعد وفاة والده الشيخ سالم المبارك الصباح في 22 فبراير 1921، تولى الحكم حتى مجيء الشيخ أحمد الجابر الصباح من مهمة في السعودية مع عبد العزيز بن سعود لإنهاء خلاف كان بين الشيخ سالم وبينه، وقد كان في تلك الفترة الشيخ سالم المبارك الصباح طريح الفراش، وعندما توفي طالب بعض الكويتيون من خلال العرائض بإنشاء مجلس للشورى، وعندما تأسس مجلس الشورى تم ترشيح أحمد الجابر الصباح وعبد الله السالم الصباح و حمد المبارك الصباح، وقد تم اختيار أحمد الجابر الصباح ليصبح أميرًا للكويت، وكان هو نائبًا للأمير منذ 1921 وحتى 1950، وخلال تلك الفترة كان يدير شؤون الكويت المالية والإدارية، وقد ساهم في استثمار الأموال القادمة من تصدير النفط في تطوير الخدمات التعليمية والصحية في الكويت، وتولّى رئاسة المجلس التشريعي الأول والذي تأسس في عام 1938 حتى حله، كما ترأّس المجلس التشريعي الثاني والذي انتخب في 27 ديسمبر 1938 وذلك حتى حله، وكذلك تولّى رئاسة البلدية حتى عام 1950، كما كان رئيسًا لدائرة الصحة منذ عام 1936 وحتى عام 1952 حيث تركها لأخيه الشيخ فهد السالم الصباح.

## توليه الإمارة
تولى الحكم في 25 فبراير 1950 ، وقد كان عند وفاة الشيخ أحمد الجابر الصباح في زيارة إلى الهند، وخلال تلك الفترة تولّى شؤون البلاد الشيخ عبد الله المبارك الصباح وذلك حتى عودته من الهند، وعندما تسلم الحكم تنازل عن كل ما يملك إلى مالية الكويت لخدمة الشعب، وقد تم إنشاء العديد من المدارس في عهده وتزويد جميع مناطق الكويت بالخدمات كتأمين العلاج المجاني للمواطنين والمقيمين، وإنشاء مستشفى الصباح، كما تم إنشاء أكبر محطة لتقطير مياه البحر في العالم في ذلك الوقت.
وفي 1951 منحته الحكومة البريطانية «وسام K.C.M.G» بمناسبة عيد جلوسه الأول. وقد وضع أول نظام للجمارك في تاريخ الكويت في 15 مايو 1951 ، وفي إطار دعم الكويت للقضايا العربية صدر في 26 مايو 1957 مرسوم أميري بمقاطعة جميع البضائع الإسرائيلية.
وفي عام 1958 طالب رئيس وزراء العراق نوري السعيد الكويت بالانضمام إلى الاتحاد الهاشمي الذي يضم الأردن والعراق، ولكنه رفض الانضمام إلى هذا التحالف وقال بأنه لا يدخل بلاده في مثل هذه التكتلات.
وفي 25 فبراير 1960 تم إصدار طابعان بريديان بمناسبة عيد جلوسه، الأول كان أخضرًا وعليه علم الكويت وفئته 40 بيزة، أما الثاني فكان أزرق اللون وعليه علم الكويت أيضا وكان من فئة 60 بيزة، وبعد أن صدر الدينار الكويتي تقرر إلغاء جميع الطوابع الكويتية التي كانت تحمل فئة البيزة وتم استبدالها بطوابع أخرى كانت تحمل اللون الأخضر والأحمر والبني والأزرق الغامق والبرتقالي والأحمر الغامق من فئات فلس وفلسان وأربعة فلوس وخمسة فلوس وثمانية فلوس وخمسة عشر فلسًا وكانت هذه الطوابع تحمل صورة الشيخ عبد الله السالم الصباح.
وقد قام بعدد من التعديلات على مقر الحكم في قصر السيف، وقد بدأت التعديلات في 1961 واستمرت حتى 1962، وأطلق عليه اسم الديوان الأميري، وفي 1963 تم دمج العيد الوطني بعيد جلوسه وذلك لكي يتمكن الكويتيون من الاحتفال في هذه المناسبة، علمًا بأن الاستقلال كان في 19 يونيو وهو في فصل الصيف الحار.

### استقلال الكويت
قام بالعديد من الإجراءات التي من شأنها إعطاء الاستقلال للكويت، حيث تسلّمت الكويت في 1 فبراير 1958 مسؤولية الخدمات البريدية في الداخل، وقد تم إصدار طابع بريدي حمل صورته، وفي 1 فبراير 1959 تسلمت الكويت المسؤوليات الخارجية للبريد، وقد تم إصدار طابع بريدي آخر يحمل صورته، وقام بوضع قانون للجنسية في عام 1959، وقام بحث دائرة المالية بإجراء دراسات عاجلة لإصدار عملة وطنية للكويت ووضع قانون النقد الكويتي في 19 أكتوبر 1960 الذي قرر بأن يكون الدينار الكويتي هو وحدة النقد الكويتي، وينص القانون أيضًا على إنشاء مجلس للنقد ليتولى مسؤولية إصدار النقد والمسكوكات الجديدة، وينص القانون على أن ينقسم الدينار إلى ألف فلس وأن ما يعادل الدينار هو 2,48828 جرام من الذهب الخالص وأن تكون فئات النقد التي يصدرها المجلس من فئات عشرة دنانير وخمسة دنانير ودينار واحد ونصف دينار وربع دينار، أما المسكوكات فكانت من فئة مئة فلس وخمسين فلس وعشرين فلس وعشرة فلوس وخمسة فلوس وفلس واحد، وفي 1 ابريل 1961 تم إصدار الدينار الكويتي للتداول وتم سحب أوراق النقد الهندية والمسكوكات الهندية وأعيدت إلى الهند وفق الاتفاق الذي تم التوصل إليه بين الكويت والهند، وتم تزويد مجلس النقد الكويتي بالجنيه الإسترليني الذي يعادل للروبيات المسحوبة وذلك لتغطية الإصدار الأول من النقد الكويتي، وتم إعطاء مدة شهرين لإحلال الدينار الكويتي بدلًا من الروبية الهندية في جميع الدوائر والبنوك، وكان الدينار يحمل صورته وتوقيع رئيس مجلس النقد الشيخ جابر الأحمد الصباح وصور لمعالم النهضة في الكويت.
وفي 19 يونيو 1961 قام بالتوقيع على وثيقة استقلال الكويت من المملكة المتحدة مع السير جورج ميدلتون، وكان من شروطها بأن تستمر العلاقات مع المملكة المتحدة التي تسودها روح الصداقة والتشاور بين البلدين عند الحاجة في القضايا المهمة، وأن لا يؤثر استقلال الكويت على استعداد الحكومة البريطانية بمساعدة الكويت عند الحاجة.
وفي كلمته في يوم الاستقلال قال:
| عبد الله السالم الصباح | شعبي العزيز.. إخواني وأولادي في هذا اليوم الأغر من أيام وطننا المحبوب.. في هذا اليوم الذي ننتقل فيه من مرحلة إلى مرحلة أخرى من مراحل التاريخ ونطوي مع انبلاج صبحه صفحة من الماضي بكل ما تحمله وما انطوت عليه لنفتح صفحة جديدة تتمثل في هذه الاتفاقية التي نالت بموجبها الكويت استقلالها التام وسيادتها الكاملة. | عبد الله السالم الصباح |

وأضاف 
| عبد الله السالم الصباح | ونحن على أبواب عهد جديد نرجو أن تبدأ الكويت انطلاقها بتقوية أواصر الصداقة والأخوة مع شقيقاتها الدول العربية للعمل بتكاتف وتآزر على ما فيه خير العرب وتحقيق أماني الأمة العربية كما أن الوضع الجديد يتطلب منا العمل على الانتماء للجامعة العربية وهيئة الأمم المتحدة وغيرها من المنظمات التي تعمل لخير العالم وأمنه وسلامه كلما كان ذلك في الإمكان. | عبد الله السالم الصباح |

وكان ينوي أن يقوم باستكمال بناء الدولة الدستورية. وفي 26 أغسطس 1961 أصدر مرسوم أميري يدعو فيه إلى إجراء انتخابات عامة للمجلس التأسيسي وذلك كي يتولّى صياغة الدستور.

#### مطالبة عبد الكريم قاسم بالكويت
بعد حصول الكويت على الاستقلال، طالب رئيس وزراء العراق عبد الكريم قاسم في 25 يونيو 1961 بانضمام الكويت إلى العراق بحجة بأنها قضاء تابع للبصرة، وكانت الكويت كيان له حدود معترف فيها من قبل العراق والمملكة المتحدة من خلال الرسائل المتبادلة بينهم وخصوصًا الرسائل المتبادلة بين نوري السعيد والشيخ أحمد الجابر الصباح في عام 1932. وكان للكويت في فترة ما قبل الاستقلال نشاط خارجي كبير من خلال الحوار مع العراق وإيران والسعودية، والانضمام إلى المنظمات الدولية المتخصصة والعامة منذ عام 1959، حيث كانت الكويت من الدول المؤسسة لمنظمة أوبك، وقد هدد عبد الكريم قاسم الكويت وقال بأنه سيعيدها إلى حضن العراق سلمًا أو حربًا، مما أدى إلى طلب الكويت الحماية من بريطانيا في 30 يونيو 1961 وتقديم المساعدة العسكرية حسب اتفاقية الصداقة بين البلدين، وبعد انضمام الكويت إلى جامعة الدول العربية تم استبدال الجيش البريطاني بجيش عربي تحت اسم قوات الأمن العربية، وخلال تلك الفترة حدثت مناوشات بين الصحافة العراقية والصحافة الكويتية، وكانت الصحافة العراقية تصفه بأوصاف نابية، فرد رئيس تحرير مجلة الهدف الكويتية الأسبوعية محمد مساعد الصالح ووصف فيها الرئيس العراقي بالجنون، فقام باستدعاء كافة رؤساء تحرير الصحف في الكويت وقال لهم بأننا يجب أن نرتقي ولا نرد على مثل هذه الأمور، فقال محمد الصالح بأنهم وصفوك بأمور أشد، فرد عليه وقال يجب أن لا ننحدر إلى هذا المستوى.

#### الانضمام إلى الأمم المتحدة والجامعة العربية
توقعت الكويت بأن يكون انضمامها إلى الأمم المتحدة سلسًا، ولكن المطالبات العراقية أدت إلى تعطيل الانضمام وطلب الكويت من بريطانيا الحماية العسكرية أدى إلى رفض الجمهورية العربية المتحدة انضمام الكويت إلى المنظمة الدولية ما دامت هناك قوات أجنبية في أرضها، وقد رفض الاتحاد السوفيتي حليف العراق انضمام الكويت إلى الأمم المتحدة واتهم بريطانيا بإحياء الاستعمار وسياسة البوارج الحربية، ولم تستطع الأمم المتحدة إتخاذ قرار حاسم لاستخدام الاتحاد السوفيتي حق الفيتو.
وكانت الكويت قد قدمت شكوى للجامعة العربية في 28 يونيو 1961 وطالبت بعقد جلسة لمناقشة المشكلة، وأكدت الكويت بأن وجود الجيش البريطاني على أراضيها هو إجراء مؤقت، وأرسلت الكويت وفدًا رسميًا برئاسة رئيس دائرة المالية الشيخ جابر الأحمد الصباح لزيارة عدد من الدول العربية، وفي 20 يوليو 1961 انضمت الكويت إلى الجامعة العربية انضمامًا كاملًا.
وفي 30 نوفمبر 1961 تم بحث طلب الكويت للانضمام إلى الأمم المتحدة للمرة الثانية في مجلس الأمن بعد انسحاب القوات البريطانية من أراضيها، وقد تبنت الجمهورية العربية المتحدة هذه الدعوة، بينما رفض العراق انضمام الكويت إلى الهيئة الدولية لأن الكويت لم تكن دولة ولا تحمل مؤهلات الدولة وأنها جزء من العراق تاريخيًا وعضويًا إضافة إلى أنها مستعمرة بريطانية، واستخدم الاتحاد السوفيتي الفيتو مرة أخرى لنقض انضمام الكويت، وكان استخدام الاتحاد السوفيتي لهذا الحق هو جزء من دعم العراق كحليف له في الحرب الباردة.
وبعد سقوط عبد الكريم قاسم في 8 فبراير 1963، تشكلت علاقات دبلوماسية بين الكويت والعراق، وقامت الكويت بإقراض العراق قرضا بقيمة 30 مليون دينار كويتي بفوائد رمزية بلغت 1%، وفي 7 مايو 1963 عقد مجلس الأمن جولة ثالثة لانضمام الكويت إلى الهيئة الدولية، وطالب العراق بتأجيل الطلب إلا أن مجلس الأمن وافق بالإجماع على مطلب الكويت بما في ذلك الاتحاد السوفيتي، وفي 14 مايو 1963 وافقت الجمعية العامة للأمم المتحدة على توصية مجلس الأمن وأصبحت الكويت العضو رقم 111.

### إقرار الدستور وبدء العمل في مجلس الأمة

الشيخ عبد الله السالم الصباح يتسلم الدستور من عبد اللطيف محمد الغانم

كان أول رئيس لمجلس الوزراء في الكويت، وقام بتشكل أول وزارة بتاريخ الكويت في 17 يناير 1962، وقد استمرت الوزارة حتى 28 يناير 1963 عندما تسلم الشيخ صباح السالم الصباح رئاسة مجلس الوزراء، وقد عيّن الشيخ صباح السالم وليًا للعهد في 30 أكتوبر 1962 وأصبح بذلك أول أمير يعين ولي عهد له، وقد اختار صباح السالم لأن كان أكبر أبناء العائلة بعد وفاة الشيخ فهد السالم ومغادرة الشيخ عبد الله المبارك للكويت.
بعد أن تعرضت الكويت إلى عدد من التهديدات من قبل عبد الكريم قاسم لضم الكويت إلى العراق بحجة أنها تابعة للبصرة دعى إلى انتخابات المجلس التأسيسي الكويتي في 26 أغسطس 1961 والذي سيمهد لوضع الدستور، وقد أنشأ المجلس التأسيسي في 20 أكتوبر 1962، وعملت لجنة خماسية لمناقشة الدستور تكونت من حمود الزيد الخالد وعبد اللطيف محمد الغانم والشيخ سعد العبد الله الصباح ويعقوب يوسف الحميضي وسعود عبد العزيز العبد الرزاق، وقد شارك في أعمال اللجنة الخبير الدستوري للمجلس عثمان خليل عثمان والخبير القانوني للحكومة محسن عبد الحافظ، وقد قدم الدستور إليه في 8 نوفمبر 1962 في قصر السيف، ووافق عليه في 11 نوفمبر 1962 بدون أن يطلب تغييرات فيه، وقد أجريت أول انتخابات لمجلس الأمة في أوائل عام 1963، وعند أول جلسة لمجلس الأمة قام بأداء القسم وذلك لأنه في الدستور يجب على الأمير بأن يقوم بالقسم أمام المجلس لكي يتولى الحكم في البلاد، وقد أداه بالرغم من مرور 13 سنة من توليه الحكم.
نص كلمته عند افتتاحه للجلسة وبها القسم:
| عبد الله السالم الصباح | بسم الله العلي القدير نفتتح الدورة الأولى لمجلس الأمة الذي نبدأ بانعقاده مرحلة العهد الدستوري في دولة الكويت المستقلة في هذه المرحلة التي تعتبر حلقة من حلقات سير دولتنا الصاعدة نحو هدفها الأعلى يسعدني أن أهنئكم بثقة الشعب بكم حين إختاركم لتحملوا أمانة تمثيله وأن أكرر وصيتي لكم (كوالد لأبنائه) أن تحرصوا على وحدة الصف في هذه الدولة العربية المتمسكة بدينها وتقاليدها وإنه ليسعدني في هذا اليوم الأغر من تاريخ بلادنا أن أقسم بالله العظيم أن أحترم الدستور وقوانين الدولة وأذود عن حريات الشعب ومصالحه وأمواله وأصون استقلال الوطن وسلامة أراضيه والله ولي التوفيق. | عبد الله السالم الصباح |

### أهم التطورات في عهده
- تقسيم الكويت لثلاثة محافظات:[44]

1. محافظة العاصمة: وتضم مدينة الكويت، كيفان، الدعية، الدسمة، المنصورية، الجهراء، الدوحة، الشامية، بنيد القار، وجزر وربة وبوبيان وأم النمل.
2. محافظة الأحمدي: وتضم الفنطاس، الفنيطيس، الضباعية، المنقف، الفحيحيل، الشعيبة، وجبل وارة والمقوع وكبر وأم المرادم، الصباحية ومنطقة البر المتاخمة لها.
3. محافظة حولّي: وتضم مشرف، السرة، حولي، السالمية، العديلية، الشعب، الرميثية، الفروانية، الرأس، خيطان، العضيلة، جليب الشيوخ، الجابرية، جزيرتي فيلكا وعوهة.

- في عام 1950 تم إنشاء أول محطة لتحلية مياه البحر في الكويت وكانت تقع في مدينة الأحمدي، وفي 1953 تم إنشاء محطة لتحلية مياه البحر في مدينة الكويت[45]، وفي 12 مايو 1951 تم إنشاء «إذاعة الكويت»[46]، وتم إنشاء ملحق للمستشفى الأميري في منطقة الصليبيخات في عام 1954 [47]، وتم إنشاء مستشفى الصليبيخات في عام 1954، وتم إنشاء مستشفى الطب النفسي في عام 1958، وأنشأ مستشفى الأمراض الصدرية في عام 1959، وصدرت مجلة العربي في عام 1958 [48]، وفي 15 نوفمبر 1961 تم افتتاح تلفزيون الكويت.[49]

## وفاته
في 23 أكتوبر 1965 تعرض لوعكة صحية أثناء افتتاح الدورة العادية لمجلس الأمة، وقد ظل على فراش المرض لمدة شهر، إلى أن توفي في 24 نوفمبر 1965 في مقر سكنه في «قصر الشعب» متأثرًا بالمرض، وكان من الأطباء المشرفين عليه طوال هذه الفترة ناظم الغبرا وأحمد الخطيب والذي كان أيضًا نائبًا في مجلس الأمة.

## بعد وفاته
سميت العديد من الأماكن باسمه تقديرًا للأعمال التي قام بها، وقد قام تلفزيون الكويت بإنتاج فيلم وثائقي عن حياته عرض في 24 نوفمبر 2005 في الذكرى الأربعين لوفاته.

### الأماكن التي سميت باسمه
- ضاحية عبد الله السالم، وهي إحدى المناطق السكنية في الكويت.
- قاعة عبد الله السالم، وهي القاعة الرئيسية في مجلس الأمة الكويتي.[53]
- مجمع أحواض عبد الله السالم الأولمبي في نادي القادسية الكويتي.[54]
- مركز عبد الله السالم الثقافي في منطقة الشعب البحري.[55]
- قصر عبد الله السالم الصباح في فيلكا.
- ثانوية عبد الله السالم الصباح، وكانت الأرض التي توجد بها المدرسة ملكًا له، لكنه تبرع بها إلى وزارة التربية[56]، وتقع المدرسة بالقرب من قصره.
- مركز عبد الله السالم لإعداد القادة الرياضيين منطقة الخالدية.[57]
- مدرسة عبد الله السالم، في إمارة الشارقة بدولة الإمارات العربية المتحدة.[58][59]
- شارع عبد الله السالم الصباح في مدينة الكويت.[60]

## ألقابه
كان له الكثير من الألقاب التي كان يطلقها عليه الشعب:
1. أبو الاستقلال.
2. أبو النهضة الحديثة.
3. أبو الدستور.
4. أبو الخير.
5. أبو الأيتام.
6. أبو الكويت.

## من أقواله
- إن ثروة الكويت ملك للشعب وأنا حارسها، 25 فبراير 1950.[62]
- إننا مع الجزائر قلبًا ومالًا وكلما إتسعت أموالنا زدنا في إعانة الجزائر ولا نتقيد بميزانية ولا نحدد المدد بعدد، أثناء الثورة الجزائرية.[63]
- إن الدستور الذي أصدرناه ليس أكثر من تنظيم حقوقي لعادات معمول بها في الكويت، فقد كان الحكم دائمًا في هذا البلد شورى بين أهله.[64]
- ستستمر الكويت دائما بإذن الله في طريقها الذي خطته لنفسها، دولة عربية تتضامن مع شقيقاتها في كل ما يعود بالخير على الأمة العربية. دولة مستقلة تؤيد حق كل بلد في نيل حريته واستقلاله، دولة محبة للسلام تؤيد كل من يسعى إليه متمسكة في كل ذلك بميثاق الأمم المتحدة.[65]

## حياته العائلية
تزوج من:
- الشيخة مريم الجابر المبارك الصباح.
- الشيخة بيبي الناصر المبارك الصباح.
- الشيخة نسيمة الحمد المبارك الصباح.

ولديه من الأبناء:
- الشيخ سعد (أمير الكويت الرابع عشر).
- الشيخ خالد.
- الشيخة حصة.
- الشيخة لولوة.
- الشيخ علي (محافظ محافظة مبارك الكبير).

## روابط خارجية
- عبد الله السالم الصباح على موقع مونزينجر (الألمانية)